# Poul Møller (Det Konservative Folkeparti)
 Der er flere personer med dette navn, se Poul Møller.
Poul Møller (13. oktober 1919 på Frederiksberg – 5. august 1997) var en dansk politiker fra Det Konservative Folkeparti.

## Baggrund og karriere
Poul Møller var søn af prokurist Hugo Møller og hustru Olga, født Müller.
Han var bror til den konservative partileder Aksel Møller og far til politikeren Per Stig Møller.
- Gift 1942 med journalist og medlem af Folketinget Lis Møller (†1983) og fik børnene Hanne (f.1939), Per Stig (f.1942) og Niels Erik (f.1948).

- Gift 1984 – 1988 med det tidligere socialdemokratiske folketingsmedlem Lene Bro
- Gift 1990-1997 med skuespilleren Grethe Thordahl

Poul Møller blev aktiv i Konservativ Ungdom i begyndelsen af 30’erne, hvor organisationen var præget af autoritære og antidemokratiske strømninger. Poul Møllers linje var altid klar demokratisk, og han støttede sin bror Aksel Møller, der 1936 fortrængte Jack G. Westergaard fra formandsposten.
- Student 1938. Som sin bror meget aktiv i Studenterforeningen og leder af dens konservative fraktion
- Poul Møller var formand for Konservativ Ungdom 1943-48
- Cand.jur. 1947 og landsretssagfører 1952.
- Folketingsmedlem fra 1950 til 1971, hvor sygdom tvang ham til at stoppe i Folketinget.
- Finansminister fra 1968 til 1971 i regeringen Hilmar Baunsgaard.
- Politisk ordfører efter sin brors tidlige død 1958.
- Fra 1979 til 1986 kom han tilbage på den politiske scene som medlem af Europa-Parlamentet og fik ved det første direkte valg i 1979 omkring 150.000 stemmer – det største stemmetal nogen dansk politiker havde fået. I en periode var han næstformand for parlamentet.
- 1990 en sidste gang opstillet til Folketinget i Gladsaxekredsen, men med blot 1569 personlige stemmer opnåede han ikke valg til Folketinget.

Han videreførte sin brors indsats med at placere de konservative som den centrale politisk kraft på den borgerlige fløj og var den primære konservative idéudvikler af mange nye politiske spørgsmål, som opstod i 1950’erne og 60’erne.
Poul Møller var en af de få konservative i den nyere politiske historie, som kunne formulere et ideologisk alternativ til Socialdemokratiets meget dominerende rolle som velfærdsstatsudviklere i 1950’erne og 60’erne. I hele sit politiske liv arbejdede han på at bryde det socialdemokratiske monopol på magten. I sidste ende viste det sig dog for svært for Poul Møller at bryde med den dominerende socialdemokratiske velfærdsstatstænkning. Fra han i 50’erne havde ment, at velfærdsstaten skulle bekæmpes som en trussel mod friheden, måtte han indgå store kompromisser, og de konservative var i VKR-regeringen 1968-71 med til at lade velfærdsstaten, skattetrykket og det antiautoritære ungdomsoprør vokse.
Dannelsen af VKR-regeringen regeringen var i høj grad Poul Møllers fortjeneste. Dens leder var den radikale Hilmar Baunsgaard, mens Poul Møller bestred den centrale og opslidende post som finansminister. I 1969 blev han politisk leder af Det Konservative Folkeparti efter Poul Sørensens død.
Poul Møller manglede – som sin bror – den personlige fysiske og mentale robusthed, som er forudsætningen for at udfylde de virkelige topposter i politik. Hans mangeårige politiske karriere endte tragisk, da han bukkede under for sygdom og i 1971 måtte trække sig som finansminister og forlade Folketinget. Med til det var sagen om Mogens Glistrups nul-trækprocent.
I KU havde Poul Møller truffet sin hustru Lis Møller, der som folketingsmedlem og en respekteret journalist kom til at spille en stor rolle som de konservatives sociale samvittighed.
Han er begravet på Frederiksberg ældre kirkegård.